# Escuelas nacionales agronómicas de Francia
Una escuela nacional agronómica o una escuela superior agronómica era un establecimiento de educación agrícola que impartía un título de Ingeniero agrónomo en Francia y zonas de influencia. Estas escuelas fueron en principio escuelas agrícolas regionales y más tarde escuelas agrícolas nacionales. Fueron reemplazadas gradualmente por los llamados Grand établissement destinados a formar jóvenes en el campo agronómico.

## Historia

### Escuelas agrícolas regionales

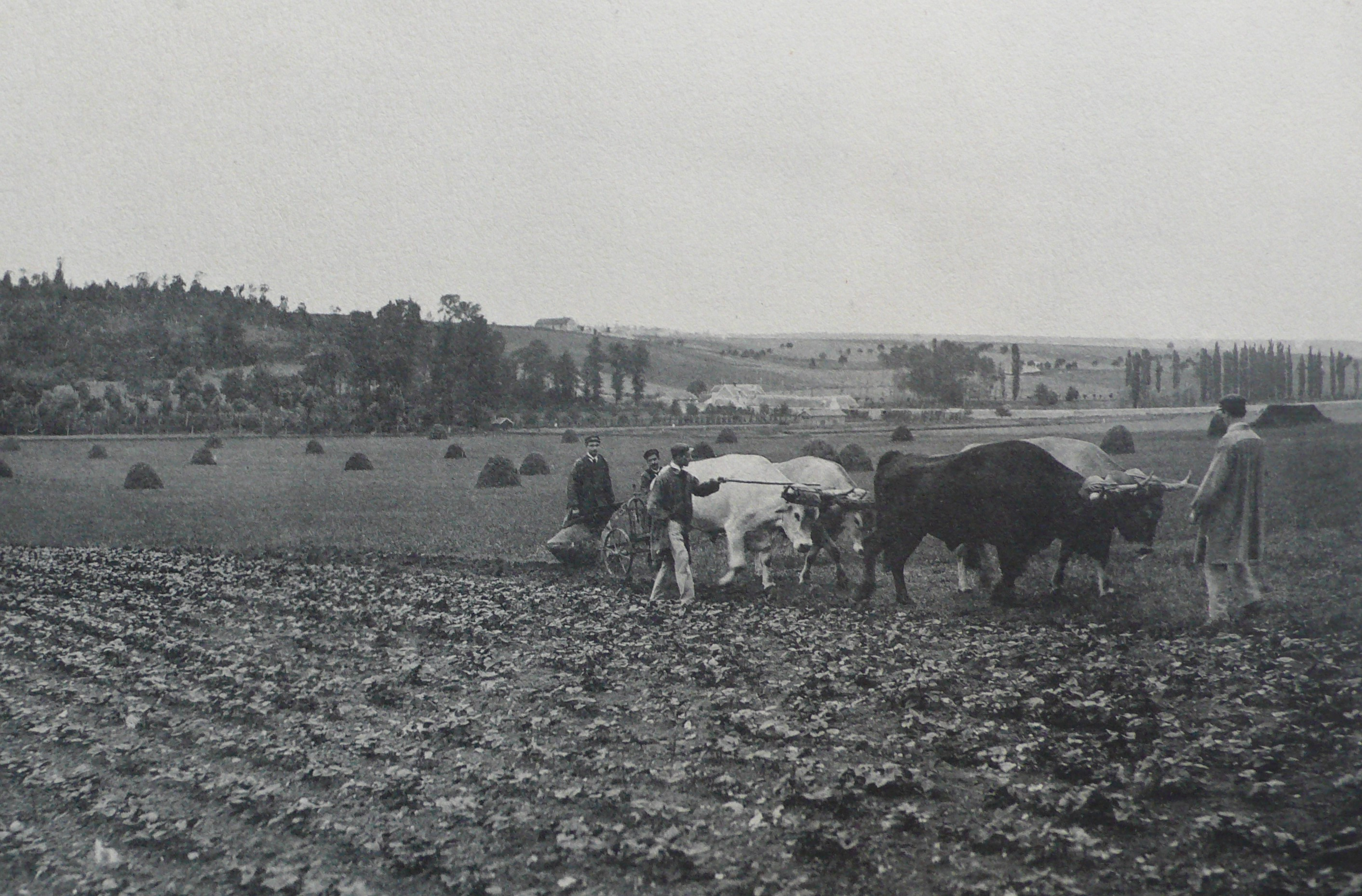
Prácticas de la escuela en la localidad de Grignon.

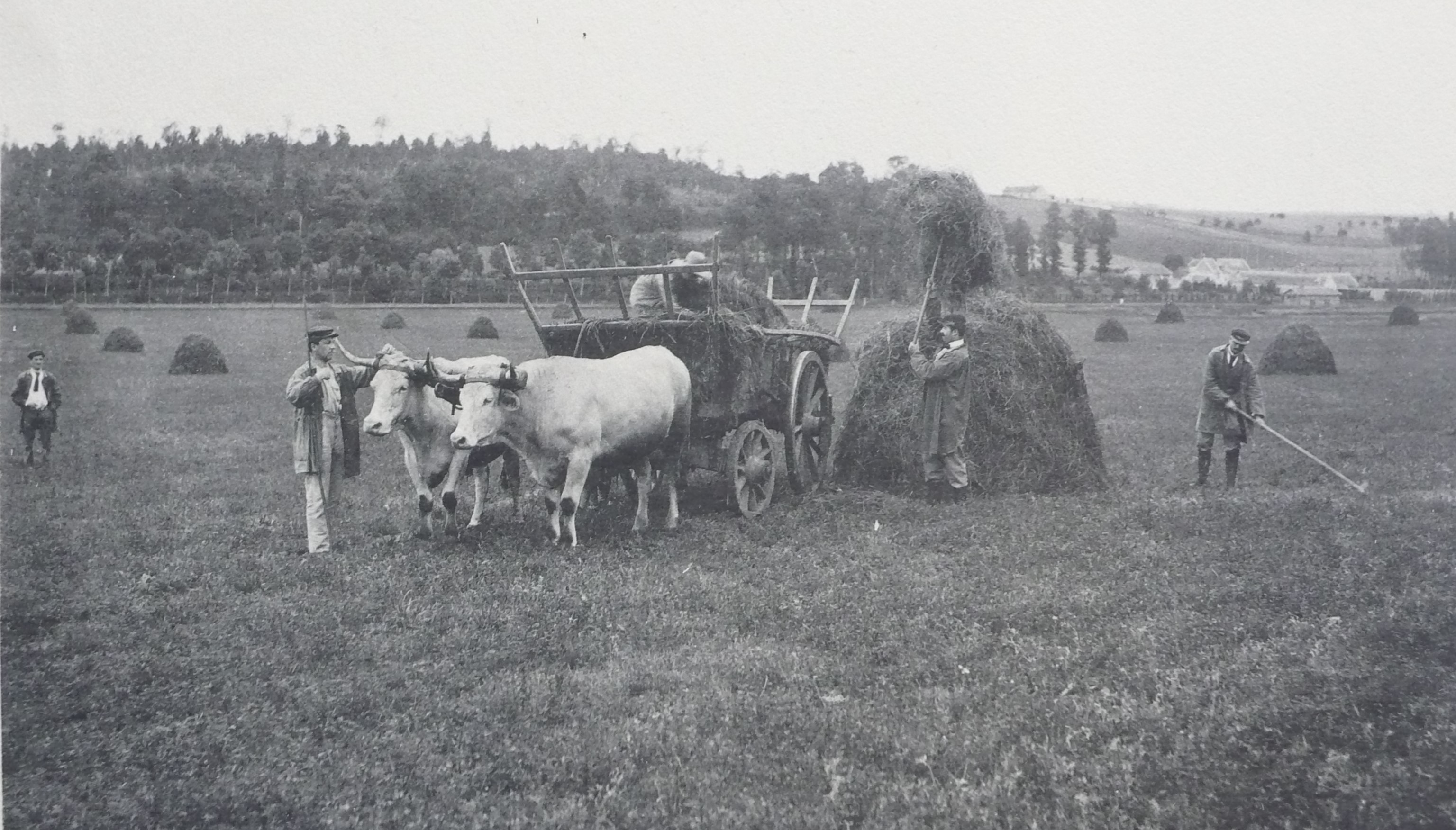
Trabajos con heno (Grignon,).

La primera ley sobre la organización de la enseñanza agrícola (3 de octubre de 1848) creó escuelas agrícolas regionales, de las cuales hubo tres, distribuidas según las principales regiones productoras francesas: Grandjouan al oeste,  La Saulsaie al sur y Grignon en la región parisina. Se trata de establecimientos de enseñanza superior que, en la jerarquía de establecimientos, siguen a las escuelas prácticas agrícolas . Estas tres escuelas experimentaron cambios de título debido a los acontecimientos políticos. Por ejemplo, se convirtieron en Escuelas Imperiales de Agricultura durante el Segundo Imperio y luego en Escuelas Nacionales de Agricultura durante la Tercera República. 
La escuela de Toulouse y la escuela de Nancy fueron creadas más tardíamente, a principios del siglo XX.
Asimismo, en Argelia durante el imperio colonial, a principios del siglo XX, se creó una escuela superior de agricultura . En esta misma dinámica, también podemos citar la escuela superior de agricultura fundada en Túnez cuando era un protectorado francés.

### La agronomía reemplaza a la agricultura (1960)
Tras la ley de 2 de agosto de 1960 relativa a la reforma de las enseñanzas superiores agrícolas, las escuelas pasan a llamarse Escuelas Nacionales Superiores Agronómicas (ENSA), a la par que el título que imparten pasa de Ingeniero agrícola a Ingeniero agrónomo. La escuela de Grandjouan se trasladó a Rennes y la escuela de Saulsaie se trasladó a Montpellier, mientras que la escuela de Grignon, se mantuvo en la misma localidad.
Esta prerrogativa se extendió a otras escuelas que impartían la misma enseñanza por efecto de un decreto del 20 de junio de 1961  adoptado para la aplicación de la ley de orientación agrícola del 2 de agosto de 1960 . Este texto fue posteriormente modificado por un decreto del 7 de enero de 1966 que completó el sistema, estableciendo un examen de acceso común. Según los términos del informe  asociado a este texto, se trataba de garantizar la homogeneidad de la enseñanza « mantener las características y régimen de las grandes escuelas agronómicas, al frente de las cuales se encuentra el Instituto Nacional Agronómico ». Para ello, el decreto preveía una contratación única para todas las ENSA mediante un concurso único. También estableció un régimen de “ cogestión » por parte de los dos departamentos ministeriales interesados, mediante la creación de una comisión consultiva permanente (CCP de ENSA).

### Panorama
Esta categorización de las escuelas basada en un enfoque estructurado regulatorio para los diplomas evolucionará. De hecho, no es compatible con el principio de legalidad y convergencia decidido en el espacio europeo de educación superior . Cabe señalar también que la comisión de calificaciones de ingeniería ya no autoriza a ENSA a expedir el “ título » de ingeniero agrónomo (los ingenieros que hayan obtenido este título en el pasado pueden, no obstante, seguir teniéndolo), sino el título de ingeniero seguido del nombre del establecimiento que lo expide. Allá " calidad » Restos de ingeniero agrónomo y el calificador “ agropecuario » también está protegido por la Federación Nacional de Ingenieros de Vida ( Federación UniAgro ), lo que garantiza que no recibe el apoyo de una escuela o asociación de ingenieros ajenos a ENSA.
Las ENSA son establecimientos de enseñanza y de investigación. Estas escuelas brindan educación científica centrándose principalmente en las ciencias biológicas, físicas, económicas y humanas en sus relaciones con la agricultura  .

### Desaparición del título agronómico en determinados colegios
En 2020 se realizaron nuevas agrupaciones para formar institutos de educación superior competitivos, haciendo desaparecer el título de escuela nacional de agronomía. Así, el Instituto Agro está integrado por tres escuelas : el Institut Agro Montpellier, el Institut Agro Rennes-Angers (compuesto por la escuela de Rennes y la escuela de Angers ) y el Institut Agro Dijon .
Desde 2007, AgroParisTech es el resultado de la fusión de tres establecimientos. : el Instituto Nacional Agronómico París-Grignon (INA-PG), la Escuela Nacional de Ingeniería Rural, Agua y Bosques (ENGREF), la Escuela Nacional de Industrias Agrícolas y Alimentarias (ENSIA).
El diploma de ingeniería se expide sin que aparezca la frase "agrónomo" en el diploma.
Sin embargo, la Escuela Nacional de Agronomía de Toulouse y la Escuela Nacional de Agronomía y de Industrias Alimentarias de Nancy (ENSAIA) conservan el título de agronómico en el nombre de su establecimiento.

## Establecimientos históricos
- Escuela nacional de agronomía de Grignon
- Escuela nacional de agronomía de Rennes
- Escuela nacional de agronomía de Montpellier
- Escuela nacional de agronomía de Toulouse
- Escuela nacional de agronomía de Nancy
- Escuela Nacional Superior de Agronómica de Argel